# Gulpener Gladiator
Gulpener Gladiator is een Nederlandse gerstewijn (hoge gisting).
Het bier wordt, onder de naam van Gulpener, gebrouwen bij de Grolsche Bierbrouwerij. Het is een blond bier met een alcoholpercentage van 10%.